# Léon Pournin
Léon René Pournin, né le 5 janvier 1841 à Issoudun et mort le 26 décembre 1903 à Levallois-Perret, est un auteur dramatique et un journaliste sportif français.

## Biographie
On ne sait rien de Léon Pournin avant que son nom n'apparaisse en juin 1862 dans la presse parisienne à l'occasion de la première au théâtre Beaumarchais de la pièce les Nuits de la place Royale  écrite avec le romancier Emile Richebourg. Il avait alors 21 ans et rien dans le parcours de ce fils d'artisan cordier d'Issoudun, monté à Paris dans l'espoir d'y trouver une vie meilleure, ne semblait pourtant le prédisposer à une carrière d'auteur dramatique. Ses collaborations avec des auteurs originaires de province comme lui (Emile Richebourg, Jules Dornay ou Gaston Marot) trouvent sans doute leur origine dans la fréquentation assidue des théâtres parisiens où se côtoient toutes les couches sociales de l'époque, ouvriers, employés, journalistes, écrivains, bourgeois et aristocrates, et où des opportunités de rencontres avec des personnalités du monde littéraire et artistique étaient possibles pour les plus ambitieux ou les plus opportunistes.
C'est cette première œuvre, reçue favorablement par la critique, qui va lui ouvrir les portes des théâtres de la capitale et lui permettre de vivre de sa plume pendant une dizaine d'années. Malheureusement, ses œuvres suivantes seront de valeur inégale - seul un tiers de ses pièces sera publié - et son parcours assez erratique prendra fin avec la chute du second Empire. Léon Pournin après la fin de la guerre de 1870-1871, ne parviendra jamais à retrouver le chemin du succès et sa reconversion dans la direction de salles de spectacle fera rapidement long feu.
A la fin des années 1870, il abandonne définitivement la carrière théâtrale pour se lancer dans le journalisme. Joueur invétéré depuis longtemps, il fonde avec un certain Pouget deux journaux sportifs consacrés essentiellement aux pronostics sur les courses hippiques, le Sportif parisien et le Bookmacker. Mais de nombreux procès menés à son encontre pour chantage, escroquerie ou coups et blessures, le conduiront en prison. Ruiné par les condamnations à des amendes et à des dommages-intérêts importants, il va se trouver contraint de faire cesser ses publications en septembre 1886. À partir de cette date, Léon Pournin va tomber rapidement dans l'oubli et la précarité malgré la reprise de certaines de ses pièces sur les scènes de théâtre jusqu'au tout début du XXe siècle. Sa mort en décembre 1903 à l'âge de 62 ans, passera totalement inaperçue et ne fera l'objet d'aucune annonce dans la presse de l'époque.

## Œuvres
- 1862 : Les Nuits de la place Royale, drame en cinq actes, en collaboration avec Emile Richebourg, musique de Georges Reisch au théâtre Beaumarchais (21 juin)[5]. Pièce imprimée chez Boucquin éditeur à Paris en 1862.
- 1863 : Une gaillarde, vaudeville en un acte, au théâtre des Champs-Elysées (9 octobre). Pièce imprimée chez E. Dentu éditeur à Paris en 1864.
- 1864 : Le Mendiant de la Bastille, drame populaire en cinq actes, musique d'Auguste Blangy[6], au théâtre Beaumarchais (18 avril). Pièce imprimée chez E. Dentu éditeur à Paris en 1864.
- 1865 : Roland furieux, opérette en un acte, musique de Jules Touchard, au Petit-Théâtre (14 mai)[7]
- 1866 : Les Rôdeurs de la Bastille, drame en cinq actes, au Théâtre-Parisien (31 mai)[8]
- 1866 : Les Volontaires de Sambre-et-Meuse, drame en cinq actes et sept tableaux, en collaboration avec Eugène Moreau, au Théâtre-Parisien (15 juin)[9]
- 1867 : Monsieur Benoist, vaudeville en un acte, au théâtre des Folies-Marigny (21 juillet)
- 1868 : Le Vagabond du pont de Flandre, drame en cinq actes, au théâtre Lafayette (15 octobre)
- 1868 : Lâche-moi l'coude, revue-féérie de l'année 1868 en neuf tableaux, en collaboration avec Gaston Marot, au théâtre Lafayette (12 décembre)[10]
- 1868 : Les Compagnons de la Marjolaine, drame en six actes et neuf tableaux, en collaboration avec Jules Dornay, musique de Charles Diache[11], au théâtre du Prince-Impérial (23 décembre)[12]. Pièce imprimée chez E. Dentu éditeur à Paris en 1868.
- 1869 : Les Fiancés de la Mi-Carême, drame en trois actes, au théâtre Lafayette (25 février)
- 1870 : Le Passeur du Louvre, drame historique, à grand spectacle, en cinq actes et huit tableaux, en collaboration avec Jules Dornay, au théâtre de l'Ambigu (13 juin)[13]. Pièce imprimée chez Calmann-Lévy éditeur à Paris (s. d.)
- 1875 : Le Joueur d'orgue, drame en cinq actes, en collaboration avec Gaston Marot (non représenté)[14].

## Postérité
Si aucune des pièces de Léon Pournin n'a été reprise depuis le début des années 1900 - le Passeur du Louvre fut la dernière en date à avoir été remontée sur scène au théâtre de Belleville en janvier 1909 - le nom de leur auteur survit encore aujourd'hui grâce à la réédition de son plus grand succès, les Compagnons de la Marjolaine, proposé désormais en reprint.
Mais c'est paradoxalement dans le milieu des courses de chevaux que sa mémoire est sans doute la mieux préservée. Léon Pournin demeure en effet un précurseur dans la presse hippique spécialisée avec ses deux journaux le Sportif parisien (1885-1886) et le Bookmacker, des nouveautés en leur temps, et dans la popularisation des paris qu'il contribua à développer par leur diffusion. L'écrivain Christophe Donner en a d'ailleurs fait une figure emblématique du joueur dans son roman A quoi jouent les hommes, paru en 2012, où il évoque la naissance du Pari mutuel urbain au travers de sa propre histoire familiale.